# Schwarza (Leitha)

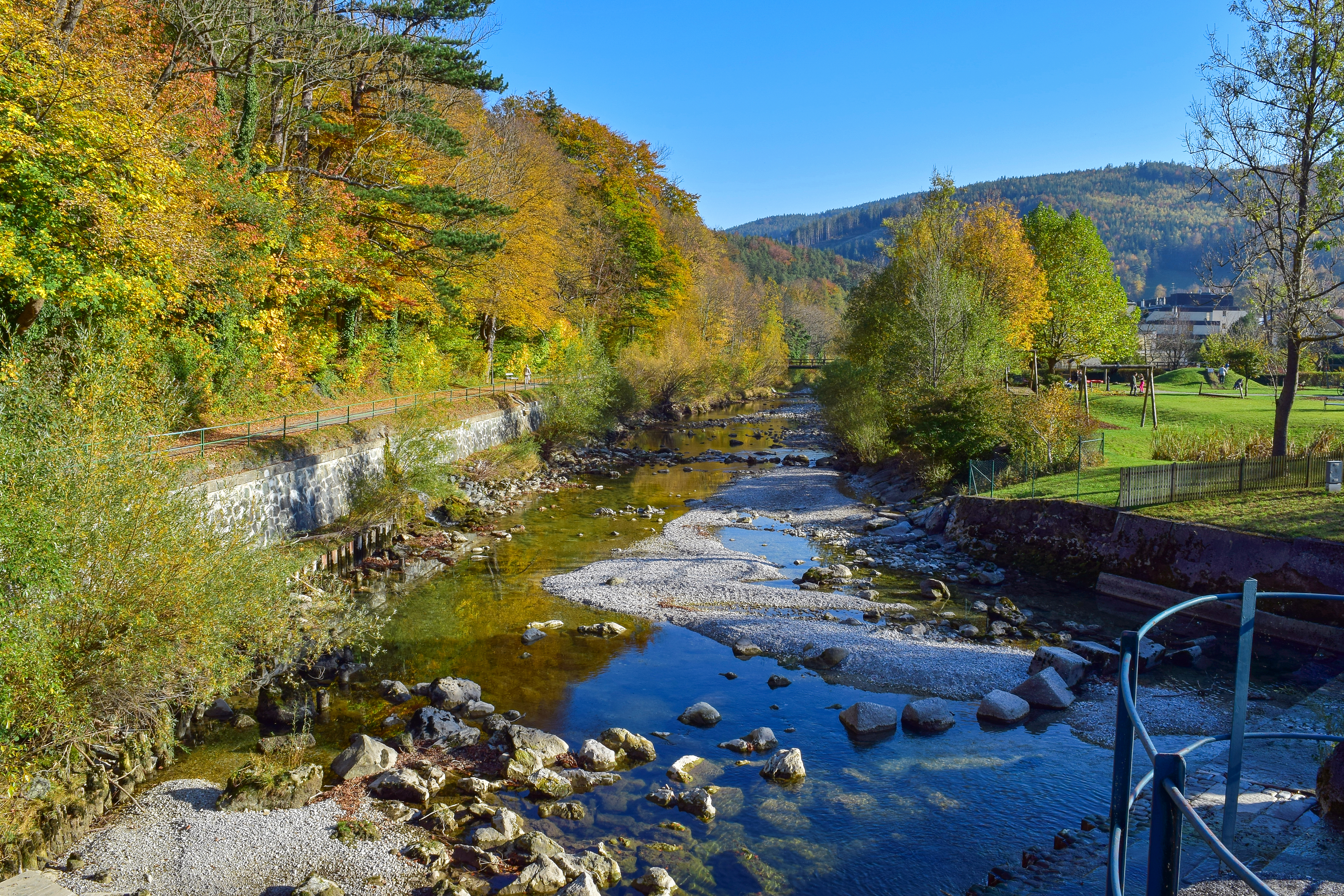
De Schwarza in Reichenau an der Rax

De Schwarza is een rivier in Oostenrijk. De Schwarza ontspringt nabij Schwarzau im Gebirge en stroomt langs Reichenau an der Rax, Gloggnitz, Ternitz, Neunkirchen. In Lanzenkirchen vloeit ze samen met de Pittenrivier en samen vormen deze de Leitha.